# Хмиз

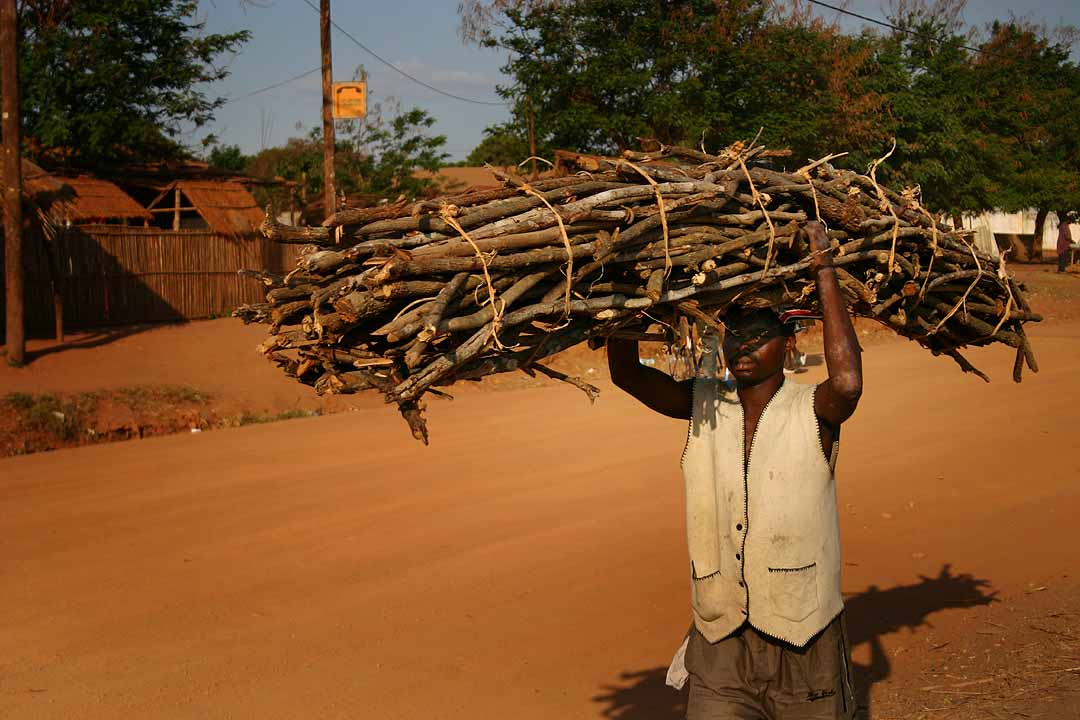
Носій хмизу в Африці

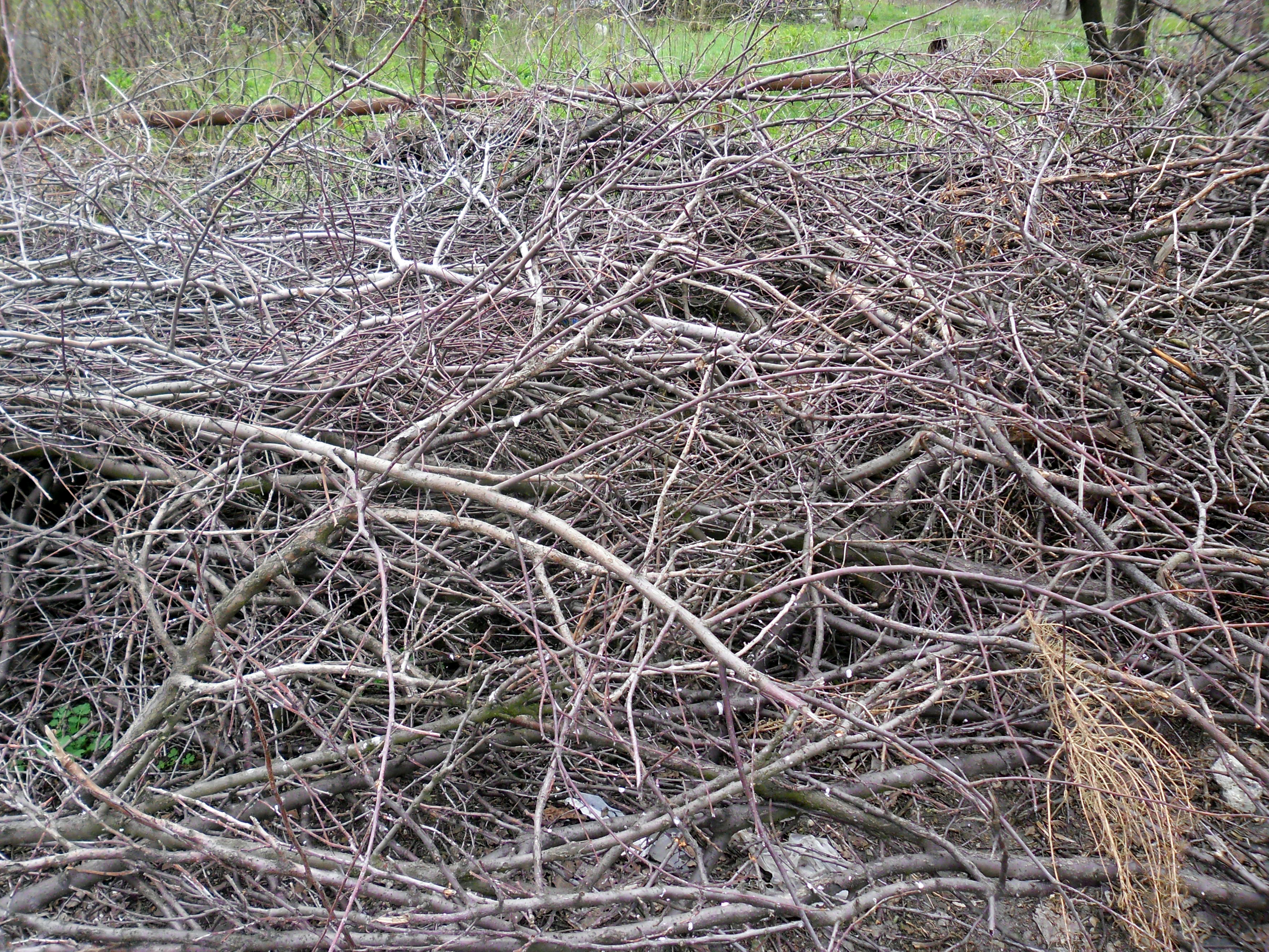
Хмиз

Хмиз, хво́ро́ст, хворости́ння, лома́ччя, тру́сок, рідко тара́с, діал. ріще, ріща — опалі гілки дерев, що використовуються як паливо і для будівництва.

## Використовування
Гілля хмизу не потрібно рубати, тож основною операцією при його заготовці є ручний збір. Зазвичай хмиз зв'язується збирачами в так звані в'язанки і переноситься на спині людини чи тяглової тварини. Хмиз добре і швидко горить і зручний для приготування їжі і розігріву печі.
З хмизу, очерету і джгуту одержують фашини для гребель, гаток, зміцнення доріг та інших дрібних споруд. З прутів хмизу плетуть тини.
Хмиз корисний для меліорації. Для того, щоб закріпити яр і зупинити ерозію, хмиз укладають цілими шарами від гирла до початку яру, тонкими кінцями вгору по схилу.
Крім опалення, хмиз використовується для військових загороджень (окопів, іншого фортифікаційного обладнання). В'язанку хмизу зміцнюють дротом, а потім з міцних в'язанок будують фашинні загородження. Такі в'язанки використовують, щоб засипати виїмки чи рови. Зокрема, в середньовіччя фашинами засипали захисні рови укріплень. Пізніше застосовувались для переїзду танками широких траншей та ровів.